# ليبوسكيور
ليبوسكيور (بالفرنسية: Lebucquière)‏ هي بلدية تقع في إقليم باد كاليه من منطقة نور با دو كاليه في شمال فرنسا. تبلغ مساحة هذه المدينة 4.75 (كم²)، وترتفع عن سطح البحر 112 م، يبلغ عدد سكانها 233 نسمة حسب إحصاء المعهد الوطني للإحصاء والدراسات الاقتصادية سنة 2009 م. وترأس André Milluy البلدية خلال فترة (2008-2014).